# Pskower Kreml

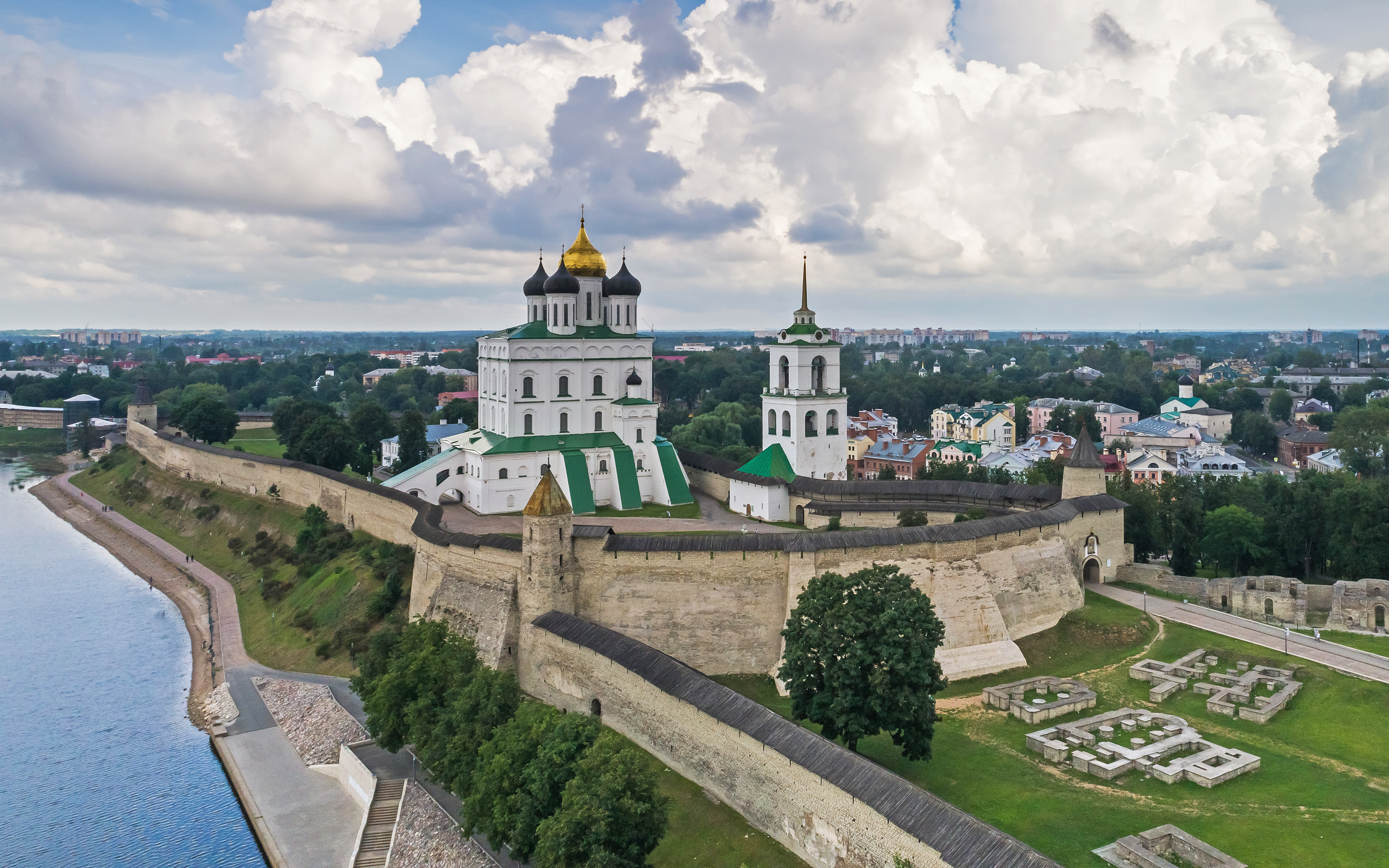
Gesamtansicht des Pskower Kremls, Luftaufnahme

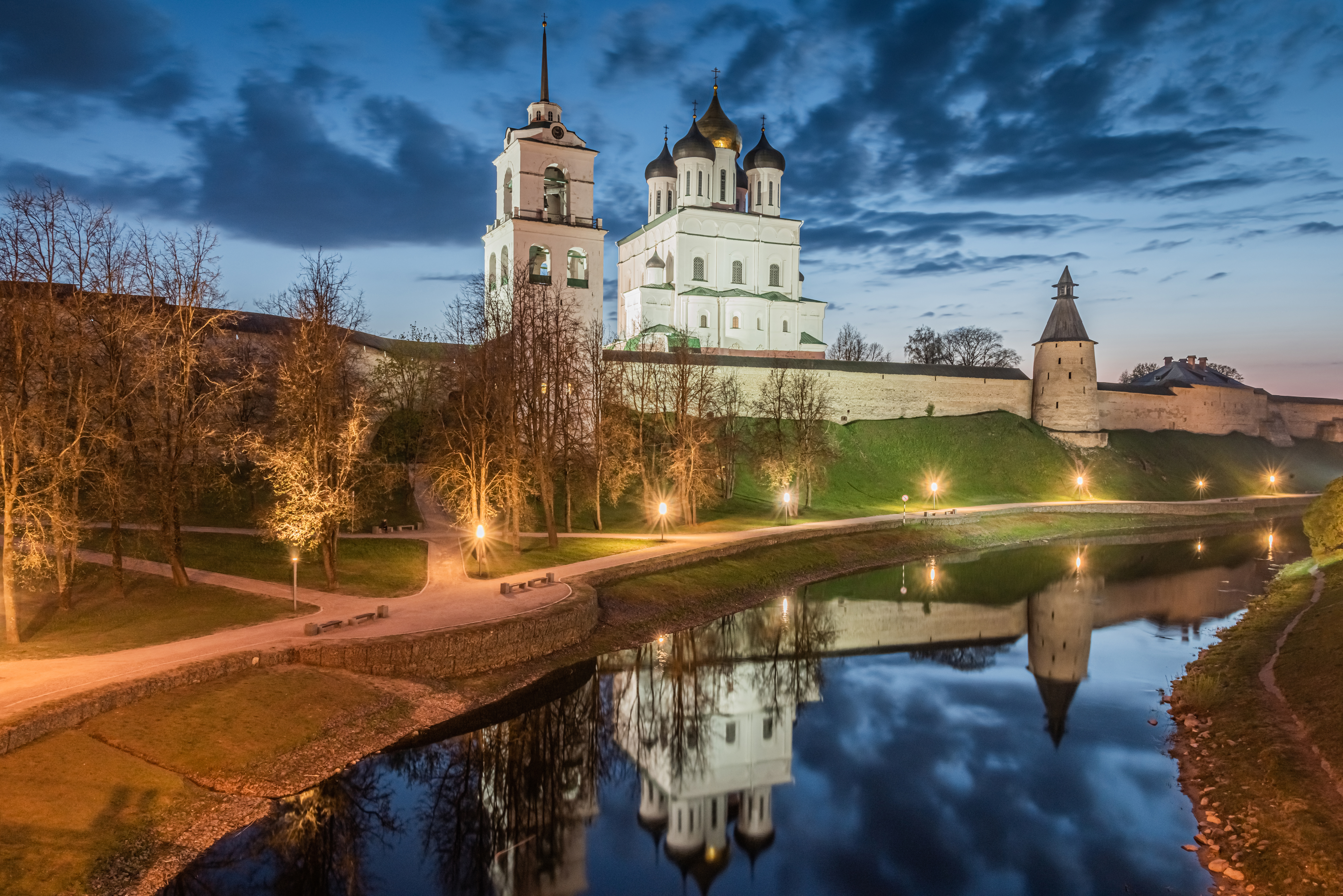
Blaue-Stunde-Aufnahme mit dem Fluss Pskowa

Der Pskower Kreml (russisch Псковский Кремль) oder auch Pskower Krom (Псковский кром) ist eine ehemalige Zitadelle in der russischen Stadt Pskow. Das rund drei Hektar große Ensemble aus einer historischen Befestigungsmauer und mehreren Sakral- und Profanbauten bildet den Pskower Stadtkern und liegt auf einer Anhöhe an der Mündung des Flusses Pskowa in die Welikaja.

## Geschichte
Die genaue Entstehungszeit der Pskower Zitadelle ist nicht bekannt, es dürfte sich bei ihr jedoch um eine der ältesten russischen Festungen handeln. So diente Pskow bereits im 12. Jahrhundert als Grenzfestung der damaligen Republik Nowgorod und verfügte über eigene Befestigungsanlagen. Somit muss der Pskower Kreml früher entstanden sein als etwa sein Moskauer Pendant. Die ersten Befestigungsanlagen waren aus Holz errichtet, eine steinerne Schutzmauer entstand etwa Anfang des 12. Jahrhunderts. Wie es in sämtlichen russischen Fürstentümern des Mittelalters üblich war, diente ein Kreml immer auch als Zentrum des gesellschaftlichen und wirtschaftlichen Lebens der Stadt; der Pskower Kreml stellte in dieser Hinsicht keine Ausnahme dar.
Ende des 13. Jahrhunderts wurde die Pskower Festung um den heute als Daumantas-Stadt (Довмонтов город) bekannten Abschnitt erweitert. Die Bezeichnung wurde von dem Namen des litauischen Fürsten Daumantas abgeleitet, der von 1266 bis 1299 Pskower Fürst war. Auch dieser neue Teil der Festung wurde bereits aus Stein errichtet. Von den Originalbauwerken des 12. und 13. Jahrhunderts ist jedoch nichts bis heute erhalten, da sowohl die Mauern des Pskower Kremls als auch die innerhalb derer befindlichen Bauwerke im Laufe der Jahrhunderte mehrmals Zerstörungen und Wiederauf- bzw. Umbauten erfuhren.

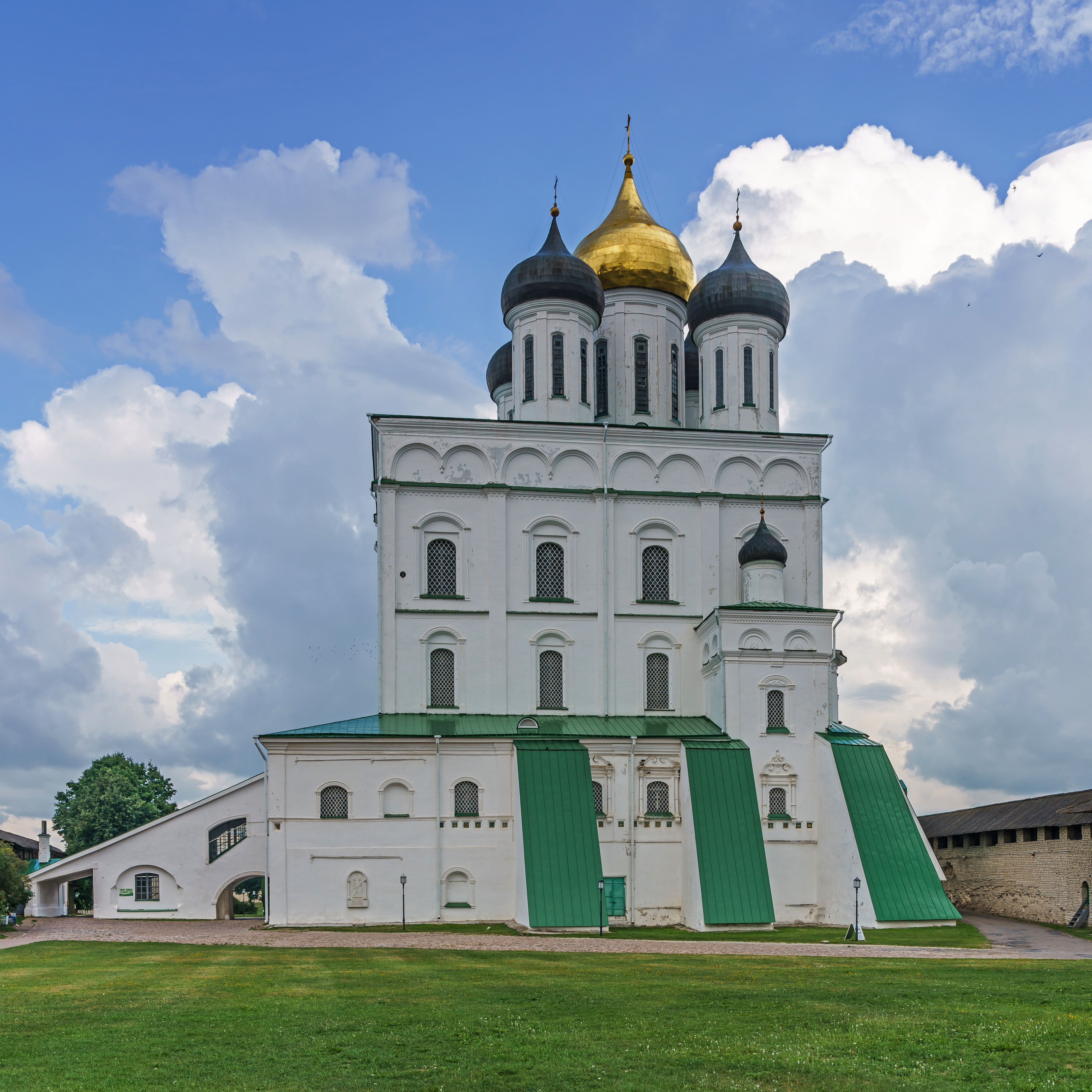
Dreifaltigkeitskathedrale

Ihre größte Bedeutung hatte die Pskower Zitadelle im 14. und 15. Jahrhundert, als die Stadt Pskow als eigenständige Republik existierte. Die Dreifaltigkeitskathedrale, die schon damals innerhalb der Kremlmauern stand, diente als Hauptkirche des Staates, außerdem beherbergte das Kremlgelände ausgedehnte Lager für Proviant, Waffen und Schätze. 1510 ging der Pskower Staat im Großfürstentum Moskau auf; zu dieser Zeit wurden die Kremlschätze ausgeraubt, der Kreml selbst verlor als Festungsanlage und Stadtkern an Bedeutung.
Im Laufe der nachfolgenden zwei Jahrhunderte verfiel die einstige Festung zusehends; erst in den Jahren 1682–1699 wurde die Dreifaltigkeitskathedrale neu erbaut. Anfang des 18. Jahrhunderts, in der Herrschaftszeit Peters I., erlangte der Pskower Kreml für kurze Zeit wieder Bedeutung als Zitadelle: Für den Fall möglicher Angriffe im Großen Nordischen Krieg ließ Peter die Mauern wieder befestigen, wozu mehrere Kirchengebäude abgetragen werden mussten.
Mitte des 19. Jahrhunderts wurden die ehemaligen Kremlmauern mit Wachtürmen unter Leitung des bekannten Stadtbaumeisters Konstantin Thon umgebaut. Seit den 1960er-Jahren dient das Ensemble als Museumskomplex und wird durch archäologische Ausgrabungen intensiv erforscht, außerdem werden die erhaltenen Bauwerke restauriert.

## Bauwerke

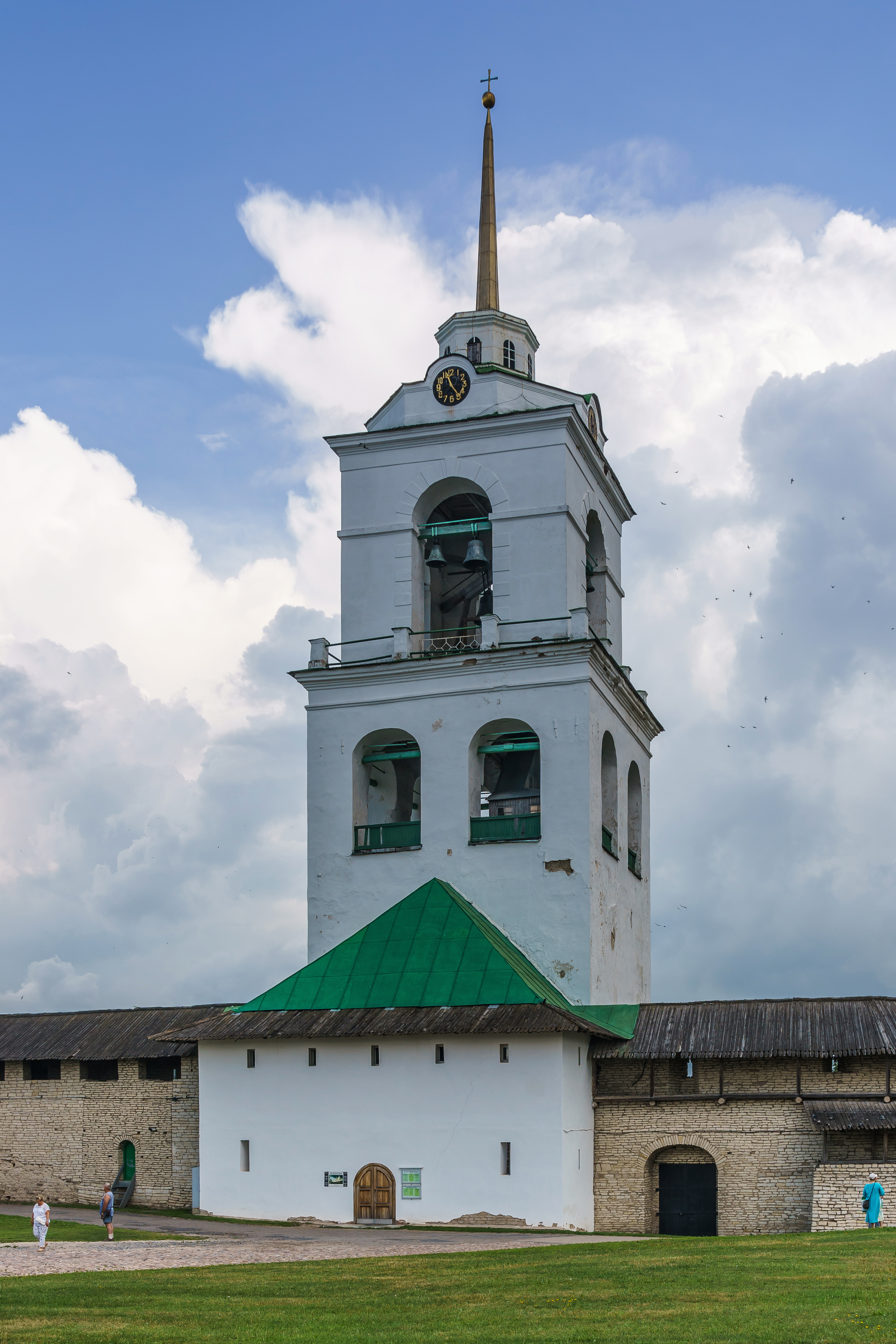
Glockenturm

Die bis heute erhaltenen Befestigungsanlagen des Pskower Kremls bestehen aus einer insgesamt knapp 900 Meter langen steinernen Mauer mit drei Abschnitten (dem westlichen, dem östlichen und dem südlichen) mit sieben Wachtürmen, wobei einer davon – der sogenannte Daumantas-Turm – erst in den 1860er-Jahren für dekorative Zwecke errichtet wurde. Eine Besonderheit, die es in anderen russischen Kreml so nicht gab, ist ein ehemaliger Sachab (russ. захаб), d. h. ein schmaler Gang im Inneren der Festung, der sich als eine Art Falle für die möglichen Angreifer nutzen ließ und somit ebenfalls als Teil der Schutzanlagen diente.
Im Inneren des Kremls ist die Dreifaltigkeitskathedrale (Троицкий собор) das wichtigste bis heute erhaltene Bauwerk. Sie ist seit 1589 die Bischofskirche von Pskow. In der heutigen Form wurde sie in den Jahren 1682–1699 errichtet und löste die gleichnamige Kathedrale aus dem Jahr 1367 ab, die wiederum weitere zwei Vorgängerbauten (einer aus Stein und einer aus Holz) hatte. Neben der Dreifaltigkeitskathedrale steht der Glockenturm, der erst in den 1830er-Jahren erbaut wurde.
In Teilen erhalten ist der als Daumantas-Stadt (Довмонтов город) bezeichnete Abschnitt des Pskower Kremls. Er wurde in der zweiten Hälfte des 20. Jahrhunderts besonders ausführlich durch Ausgrabungen untersucht, da dieser Teil seinerzeit weitaus dichter bebaut war als der alte Kremlabschnitt. Von den bis zu 12 Kirchenbauten in der Daumantas-Stadt ist heute jedoch keine einzige erhalten; lediglich die Prikas-Bauten aus den Jahren 1693–1695 stehen noch. Sie gelten als ein wichtiges Denkmal der profanen Architektur des 17. Jahrhunderts.